# Eurycea
Eurycea là một chi động vật lưỡng cư trong họ Plethodontidae, thuộc bộ Caudata. Chi này có 26 loài và 46% bị đe dọa hoặc tuyệt chủng.

## Hình ảnh

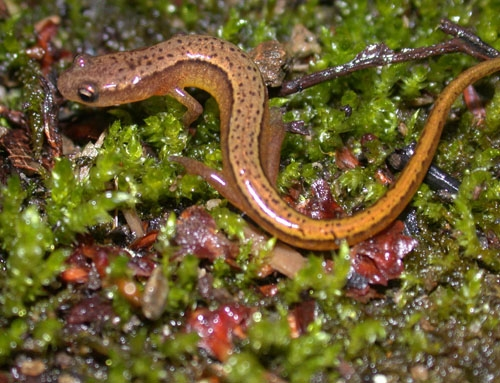
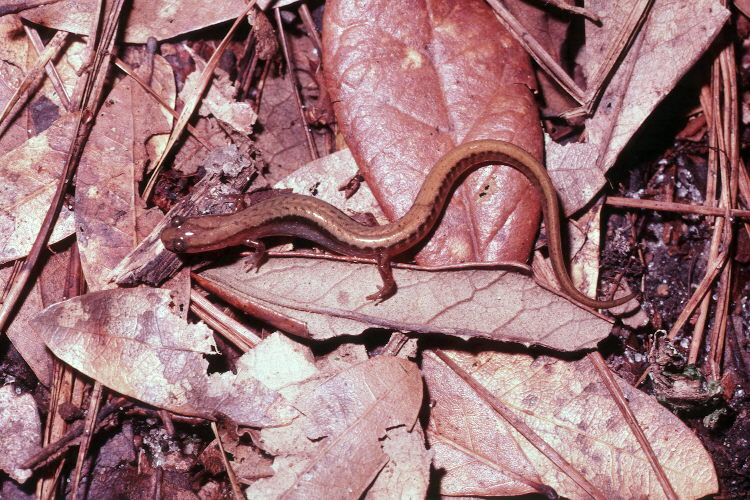
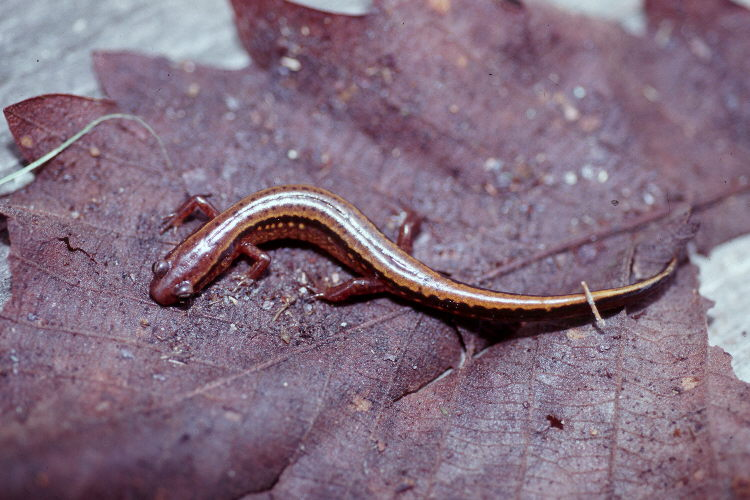
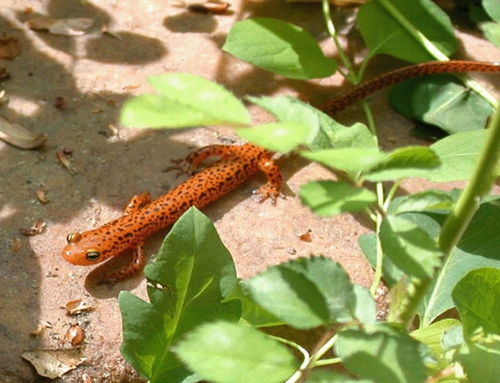

## Loài
Chi này bao gồm những 27 loài:
| Binomial name and author                                              | Common name                     |
| --------------------------------------------------------------------- | ------------------------------- |
| Eurycea aquatica Rose & Bush, 1963                                    | Brown-backed salamander         |
| Eurycea bislineata (Green, 1818)                                      | Northern two-lined salamander   |
| Eurycea chamberlaini Harrison & Guttman, 2003                         | Chamberlain’s dwarf salamander  |
| Eurycea chisholmensis Chippindale, Price, Wiens & Hillis, 2000        | Salado salamander               |
| Eurycea cirrigera (Green, 1831)                                       | Southern two-lined salamander   |
| Eurycea guttolineata (Holbrook, 1838)                                 | Three-lined salamander          |
| Eurycea junaluska Sever, Dundee & Sullivan, 1976                      | Junaluska salamander            |
| Eurycea latitans Smith & Potter, 1946                                 | Cascade Caverns salamander      |
| Eurycea longicauda (Green, 1818)                                      | Long-tailed salamander          |
| Eurycea lucifuga Rafinesque, 1822                                     | Spotted-tail salamander         |
| Eurycea multiplicata (Cope, 1869)                                     | Many-ribbed salamander          |
| Eurycea nana Bishop, 1941                                             | San Marcos salamander           |
| Eurycea naufragia Chippindale, Price, Wiens & Hillis, 2000            | Georgetown salamander           |
| Eurycea neotenes Bishop & Wright, 1937                                | Texas salamander                |
| Eurycea pterophila Burger, Smith & Potter, 1950                       | Fern bank salamander            |
| Eurycea quadridigitata (Holbrook, 1842)                               | Dwarf four-toed salamander      |
| Eurycea rathbuni (Stejneger, 1896)                                    | Texas blind salamander          |
| Eurycea robusta (Longley, 1978)                                       | Blanco blind salamander         |
| Eurycea sosorum Chippindale, Price & Hillis, 1993                     | Barton Springs salamander       |
| Eurycea spelaea (Stejneger, 1892)                                     | Grotto salamander               |
| Eurycea tonkawae Chippindale, Price, Wiens & Hillis, 2000             | Jollyville Plateau salamander   |
| Eurycea tridentifera Mitchell & Reddell, 1965                         | Comal blind salamander          |
| Eurycea troglodytes Baker, 1957                                       | Valdina Farms salamander        |
| Eurycea tynerensis Moore & Hughes, 1939                               | Oklahoma salamander             |
| Eurycea wallacei (Carr, 1939)                                         | Georgia blind salamander        |
| Eurycea waterlooensis Hillis, Chamberlain, Wilcox & Chippindale, 2001 | Austin blind salamander         |
| Eurycea wilderae Dunn, 1920                                           | Blue Ridge two-lined salamander |